# Esslingen (huyện)
Esslingen là một huyện (Landkreis) ở trung tâm Baden-Württemberg, Đức. Các huyện giáp ranh là (từ phía bắc theo chiều kim đồng hồ): Rems-Murr, Göppingen, Reutlingen, Böblingen and thành phố không thuộc huyện Stuttgart.

## Lịch sử
Tiền thân là Oberamt Esslingen được lập khi thành phố tự do trước đó Esslingen thuộc Württemberg năm 1803. Sau nhiều lần thay đổi ở thế kỷ sau, thành phố này được chuyển thành huyện vào năm 1938. Huyện được bổ sung các đô thị từ Amtsoberamt Stuttgart, Oberamt Schorndorf, Kirchheim unter Teck và Göppingen.
Năm 1973, huyện này đã được sáp nhập với huyện Nürtingen (không có Grafenberg). Năm 1975, hai đô thị từ huyện Böblingen được chuyển sang huyện này.

## Địa lý
Huyện được chia đôi bởi sông Neckar. Phía tây là đồng bằng Filder còn phía đông là vùng núi Swabian Alb (Schwäbische Alb).

## Xã và thị trấn
| Thị trấn | Xã | |
| --- | --- | --- |
| 1. Aichtal 2. Esslingen am Neckar 3. Filderstadt 4. Kirchheim unter Teck 5. Leinfelden-Echterdingen 6. Neuffen 7. Nürtingen 8. Ostfildern 9. Owen 10. Plochingen 11. Weilheim an der Teck 12. Wendlingen am Neckar 13. Wernau | 1. Aichwald 2. Altbach 3. Altdorf 4. Altenriet 5. Baltmannsweiler 6. Bempflingen 7. Beuren 8. Bissingen an der Teck 9. Deizisau 10. Denkendorf 11. Dettingen unter Teck 12. Erkenbrechtsweiler 13. Frickenhausen 14. Großbettlingen 15. Hochdorf 16. Holzmaden | 1. Kohlberg 2. Köngen 3. Lenningen 4. Lichtenwald 5. Neckartailfingen 6. Neckartenzlingen 7. Neidlingen 8. Neuhausen auf den Fildern 9. Notzingen 10. Oberboihingen 11. Ohmden 12. Reichenbach an der Fils 13. Schlaitdorf 14. Unterensingen 15. Wolfschlugen |